# Mindless Behavior
Mindless Behavior foi uma boy band oriunda de Los Angeles, Estados Unidos que foi inicialmente formada por quatro adolescentes, Ray Ray, Princeton, Prodigy e Roc Royal. Dos quatro membros originais, apenas Princeton continuou no grupo até o fim. A boy band misturava R&B, grooves, pop e hip hop. A banda foi montada em Los Angeles em 2008, por Keisha Gamble, Walter Millsap (que já trabalhou com Beyoncé e Timbaland) e Herbert Vincent (Lady Gaga, Toni Braxton).
O primeiro CD do grupo foi lançado em 20 de setembro de 2011 chamado #1 Girl lançado pela Interscope Records o álbum debutou na 7 posição da Billboard 200. O primeiro single do álbum "My Girl", registrou 14 milhões de acesso no Youtube.
Mindless Behavior abriu turnês dos Backstreet Boys, Justin Bieber e Jason Derülo, e foram responsáveis por abrir todos os shows da ultima turnê de Janet Jackson em 2011.
Após Crippen (vocalista principal do grupo) se separar do grupo, restaram apenas três membros restantes originais. O grupo adolescente chegou a se apresentar com dois outros membros, o cantor EJ e Mike. Em 2017 grupo se separou e cada membro decidiu seguir carreira solo sem intenção de se reunir.

## Membros
- Princeton - Jacob Anthony Perez, nascido em 21 de abril de 1996, em Los Angeles, CA – (2008–2017)
- Mike - Michael Martin, nascido em 13 de maio de 1998, em Oxford (Mississippi) – (2015–2017)
- EJ - Elijah Johnson , nascido em 24 de junho de 1998, em Detroit, Michigan – (2014–2017)

## Ex membros
- Roc Royal - Chresanto Lorenzo Romelo August, nascido em 23 de julho de 1996, em Los Angeles, CA – (2008–2014)
- Ray Ray - Rayan De'Quann Lopez, nascido em 6 de janeiro de 1996, em Los Angeles, CA – (2008–2015)
- Prodigy - Craig Thomas Crippen, nascido em 26 de dezembro de 1996, em Filadélfia, Pensilvania – (2008–2013; 2014–2015)

## Discografia

### Álbuns de estúdio
| 2011                                                                                        | #1 Girl - Lançado: 20 de setembro de 2011 - Gravadora: Interscope, Streamline - Formato: CD, download digital           | 7 | 2 | - US: 290,000 |
| 2013                                                                                        | All Around the World - Lançado: 12 de março de 2013 - Gravadora: Interscope, Streamline - Formato: CD, download digital | 6 | 1 | - US: 37,000  |
| "—" denota itens que não entraram nas tabelas musicais ou não foram lançados no território. | |   |   |               |

### Singles
| 2010                                                                                        | "My Girl"                                | —  | 40 | #1 Girl              |
| 2011                                                                                        | "Mrs. Right" (com participação de Diggy) | 72 | 8  | #1 Girl              |
| 2011                                                                                        | "Girls Talkin' Bout"                     | —  | 50 | #1 Girl              |
| 2011                                                                                        | "Christmas with My Girl"                 | —  | 96 | Single sem álbum     |
| 2012                                                                                        | "Valentine's Girl"                       | —  | —  | Single sem álbum     |
| 2013                                                                                        | "Keep Her on the Low"                    | —  | 47 | All Around the World |
| "—" denota itens que não entraram nas tabelas musicais ou não foram lançados no território. |                                          |    |    |                      |